# Пакетное задание
Пакетное задание (англ. batch job) — способ запуска задач на исполнение для избегания простоев вычислительных систем. Фактически представляет собой список запускаемых программ с указанием параметров запуска и входных данных. Задачи запускаются последовательно. Концепция была разработана примерно в 1960-х годах и до сих пор применяется в некоторых операционных системах, в частности, на мейнфреймах производства IBM.

## Преимущества
Использование пакетных заданий имеет следующие преимущества:
- пакетные задания позволяют разделять ресурсы компьютера между несколькими пользователями и программами;
- их выполнение может быть перенесено на то время, когда ресурсы компьютера загружены несильно;
- они способствуют сокращению времени простоя компьютера, вызванного управлением его работой вручную;
- благодаря обеспечению большей загруженности компьютера они способствуют лучшей амортизации их стоимости, что особенно важно для дорогих мейнфреймов.

## z/OS
В z/OS пакетное задание является внешней единицей работы z/OS. Выглядит как текст, написанный на специальном языке управления заданиями JCL, в котором указано, какие программы (загрузочные модули), в какой последовательности и с какими данными должны быть исполнены в рамках задания.

## Примечание
- Киселёв А. Б., Киселёв С. Н. Система пакетной обработки заданий JAM //Вопросы атомной науки и техники. Серия: Математическое моделирование физических процессов. – 2009. – №. 4. – С. 60-66.
- Молодов В. Д., Нифедьева Д. О., Замотайлова Д. А. Пакетная обработка и пакетные задания //ИНФОРМАЦИОННОЕ ОБЩЕСТВО: СОВРЕМЕННОЕ СОСТОЯНИЕ И ПЕРСПЕКТИВЫ РАЗВИТИЯ. – 2018. – С. 78-80.
- Паньков А. Анализ стохастической модели расходов на содержание гибкого вычислительного кластера. – 2009.